# Denkmal zur Erinnerung an die Schlacht bei Dennewitz

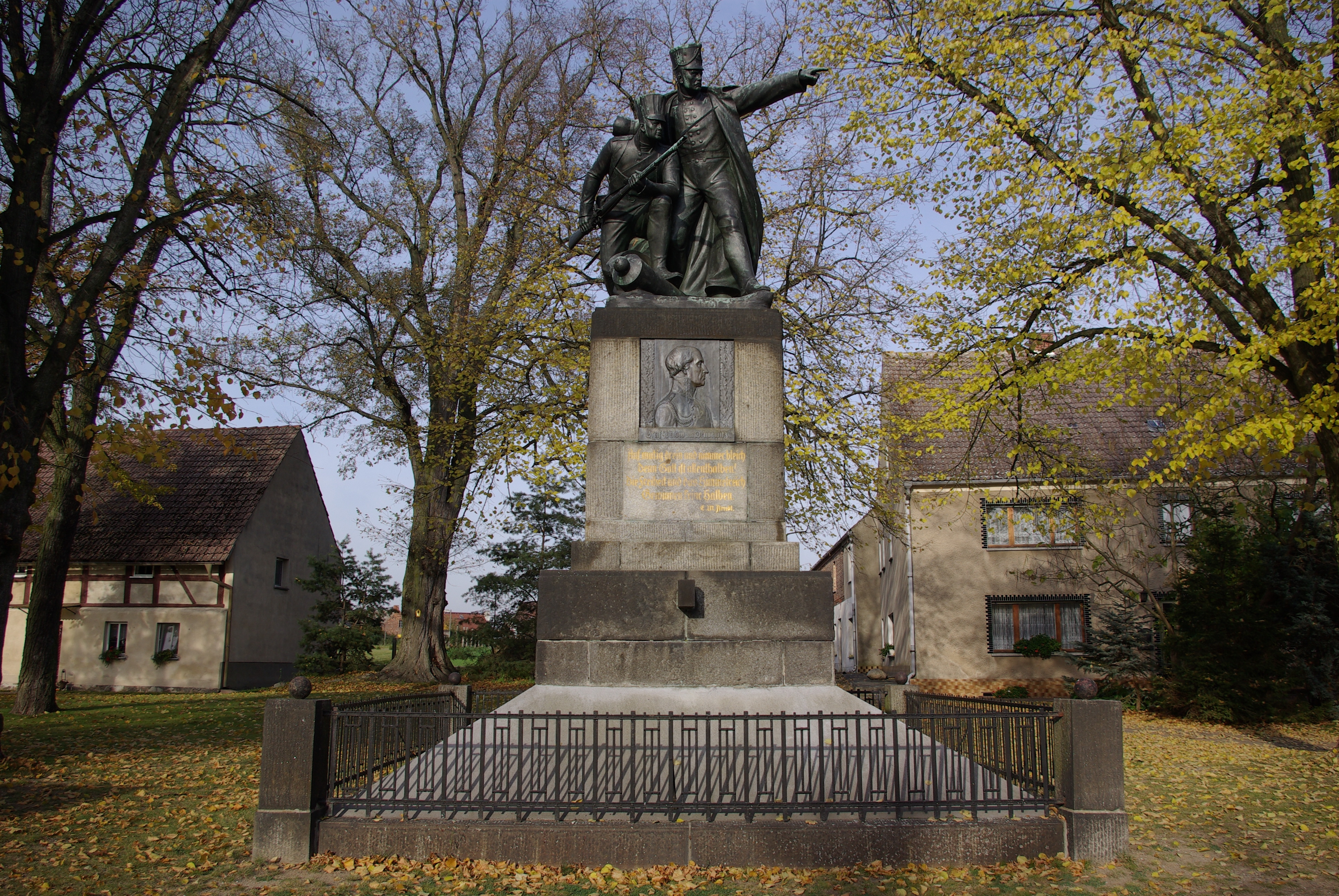
Das Denkmal

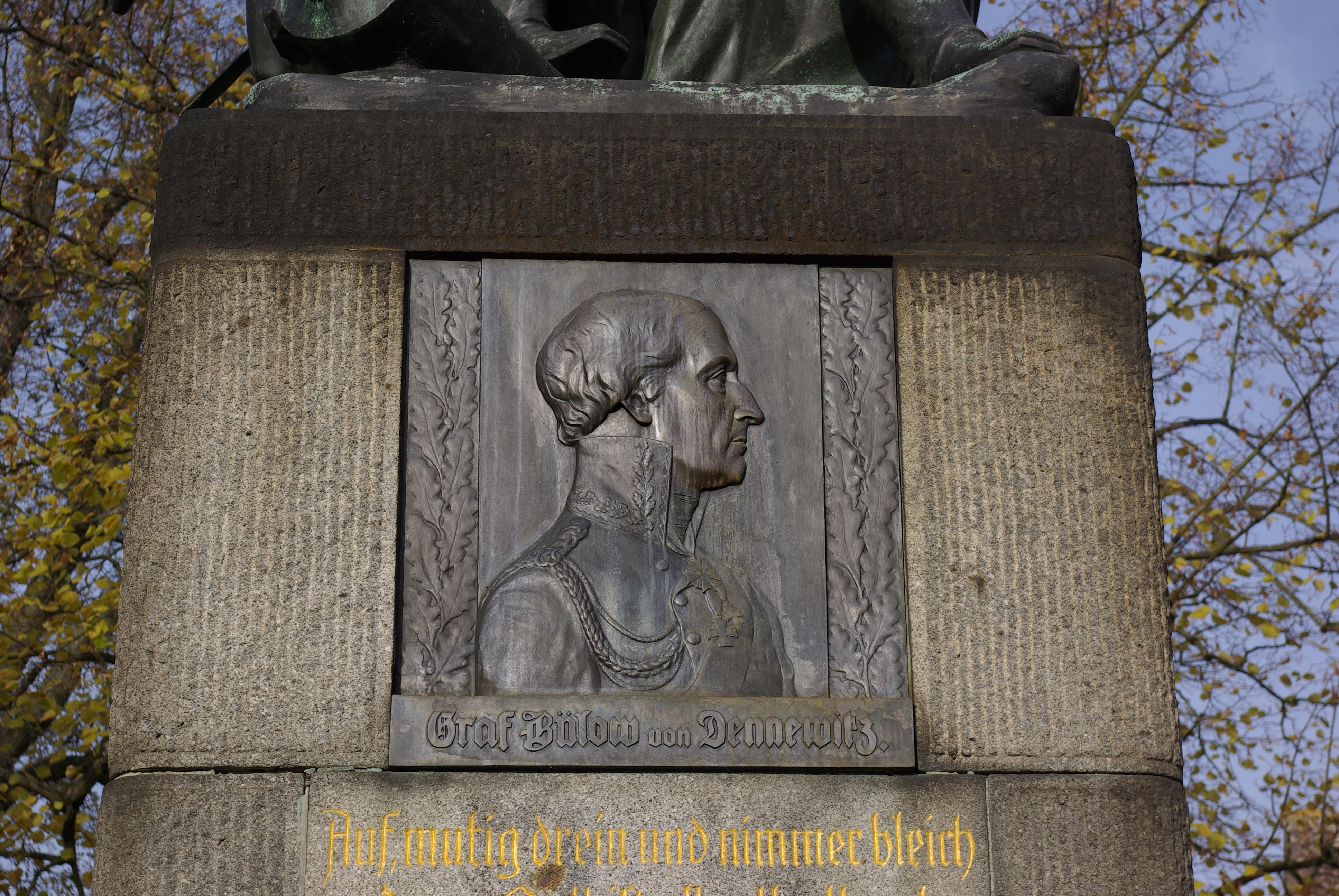
Vordere Reliefplatte mit dem Relief von Bülow

Das Denkmal zur Erinnerung an die Schlacht bei Dennewitz oder Bülowdenkmal ist ein Denkmal in Dennewitz, Gemeinde Niedergörsdorf, im Landkreis Teltow-Fläming in Brandenburg. Es befindet sich östlich der Dorfkirche und nördlich der Dorfstraße auf dem Anger. An die Schlacht bei Dennewitz erinnern in Dennewitz der Tauentzienstein und ein Grabkreuz für Gefallene der Schlacht bei Dennewitz.
Erbaut wurde das Denkmal im Jahr 1913, dem 100. Jahrestag der Schlacht bei Dennewitz am 6. September 1813 als Teil der Befreiungskriege, der Bildhauer war Victor Seifert. In dieser Schlacht besiegten Truppen unter Friedrich Wilhelm von Bülow und Bogislav Friedrich Emanuel von Tauentzien, die französische Armee und die mit ihr verbündeten Sachsen unter Marschall Michel Ney. Durch diesen Sieg wurde Napoleon gehindert nach Berlin vorzudringen. Die Schlacht forderte auf preußischer Seite etwa 10.500 Opfer, Verwundete oder Kriegsgefangene, auf französischer Seite belief sich die Zahl auf 23.000 Menschen.

## Beschreibung
Auf einem Postament erhebt sich ein heller Granitsockel, darauf zwei Figuren, gekleidet in Trachten aus der Zeit um die Befreiungskriege. Die eine kniet, die andere steht. Sie stellen Graf Bülow und den Lyriker der Befreiungskriege Ernst Moritz Arndt dar. Auf dem Postament befinden sich Reliefplatten. Auf der Vorderseite befindet sich auf der Reliefplatte ein Bild von Bülows mit der Inschrift: „Auf, mutig drein und nimmer bleich, / denn Gott ist allenthalben! /Die Freiheit und das Himmelreich / gewinnen keine Halben. / E.M. Arndt“. Das Relief auf der Rückseite zeigt Kampfszenen und die Inschrift: „Man drup, dat geiht fört Vaderland! / Errichtet zur Jahrhundertfeier 1913“. Das Denkmal ist von einem schmiedeeisernen Gitter umgeben. Auf dem Platz um das Denkmal stehen Linden. 
Das Denkmal zeigt in verklärter Weise die militärische Heldentat von Bülows. Ernst Moritz Arndt hatte Partei für den Kampf gegen Napoleon ergriffen. 